# Sainte-Croix-sur-Aizier

Sainte-Croix-sur-Aizier este o comună în departamentul Eure, Franța. În 1 ianuarie 2018 avea o populație de 292 de locuitori.